# Zespół staromiejski Torunia
Zespół Staromiejski Torunia – najstarsza część Torunia, składająca się ze Starego Miasta, Nowego Miasta i zamku krzyżackiego. 29 grudnia 1952 roku wpisana do rejestru zabytków, a od 4 grudnia 1997 do listy światowego dziedzictwa UNESCO.

## Stare Miasto
Najstarsza część Starego Miasta została wytyczona w 1236 roku. Pierwotnie był to teren zbliżony do kształtu prostokąta. Był on zamknięty ulicami: św. Anny (ob. ul. Kopernika), Kurzą (ob. Żeglarską), Szeroką, Jęczmienną (ob. Łazienną), Przy Kościele św. Jana (ob. Kopernika). Główną ulicą była św. Anny. Układ urbanistyczny Starego Miasta różnił się od klasycznego schematu średniowiecznego miasta, z regularną siatką ulic i rynkiem w centrum. Zachowano jednak bliskość miejsca targowego i miejsca kultu. Stare Miasto rozwijało się w kierunku północno-zachodnim. W połowie XIII wieku centrum Starego Miasta zaczął stanowić Rynek Staromiejski.

## Nowe Miasto
W 1264 roku, na mocy przywileju lokacyjnego, zostało założone Nowe Miasto Toruń. Nowe miasto było odrębnym ośrodkiem miejskim z własną Radą i Ławą

## Zabytki nieruchome wpisane do rejestru zabytków

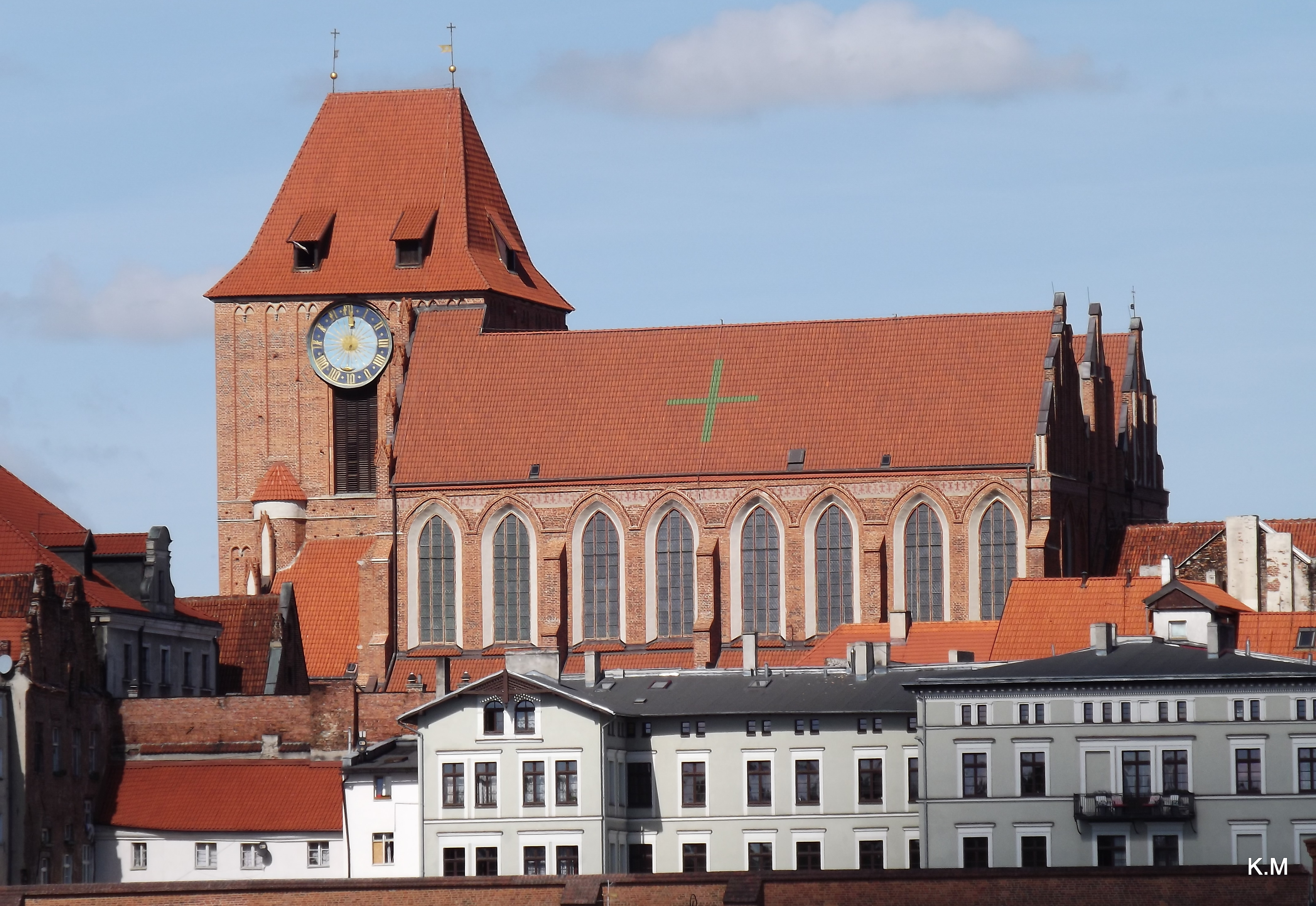
Bazylika katedralna św. Jana Chrzciciela i św. Jana Ewangelisty

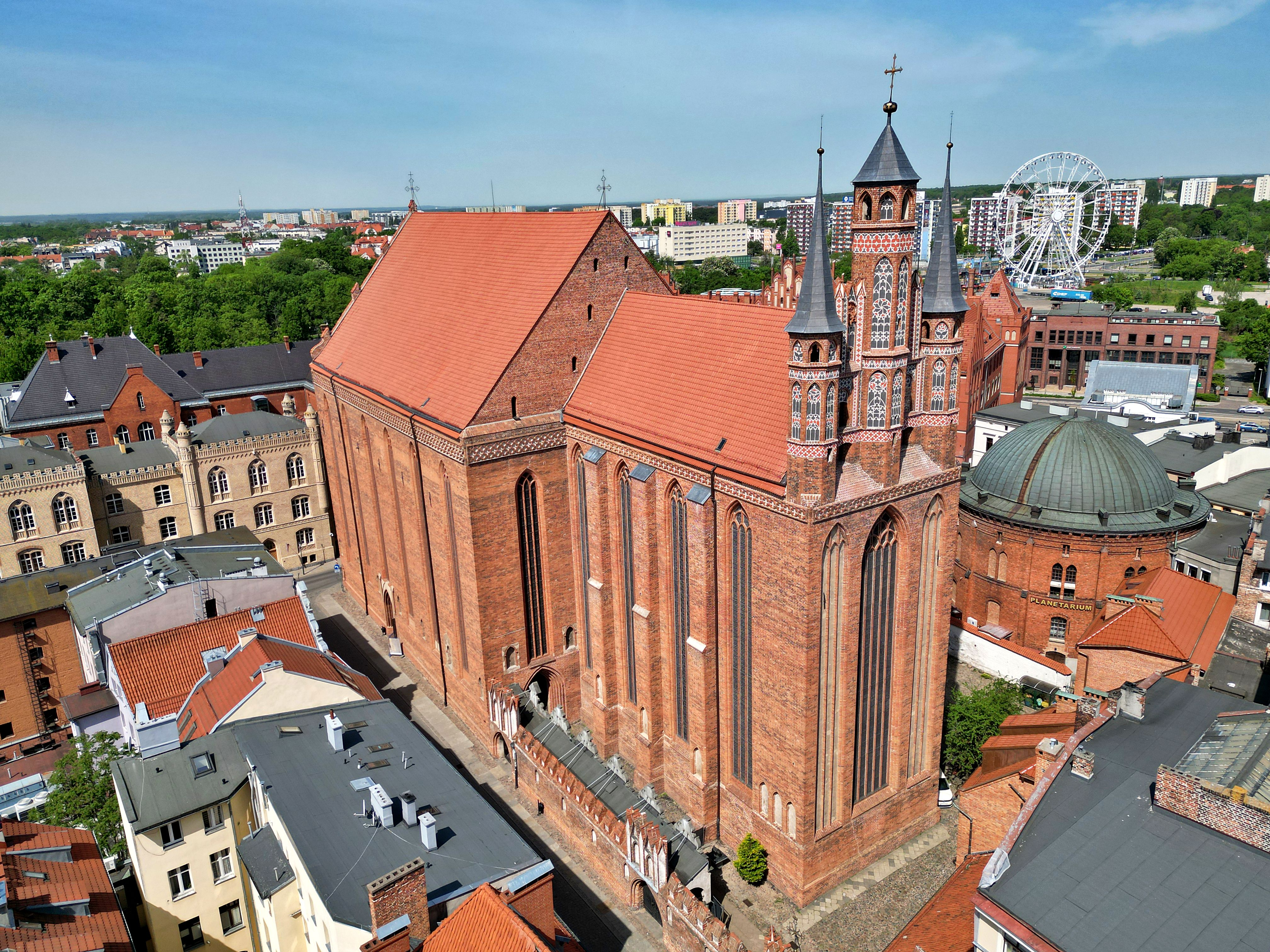
Kościół Wniebowzięcia Najświętszej Marii Panny

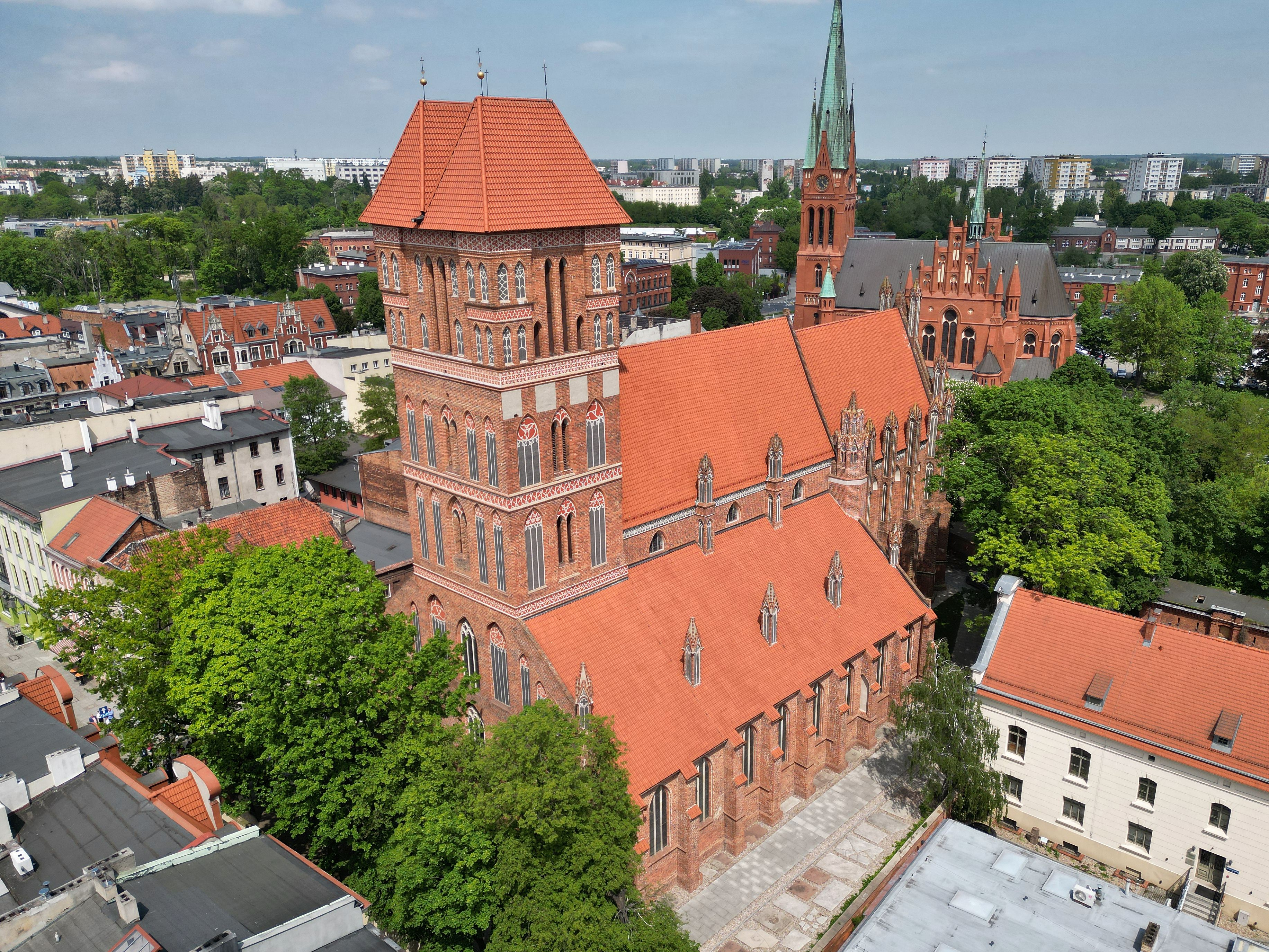
Kościół św. Jakuba

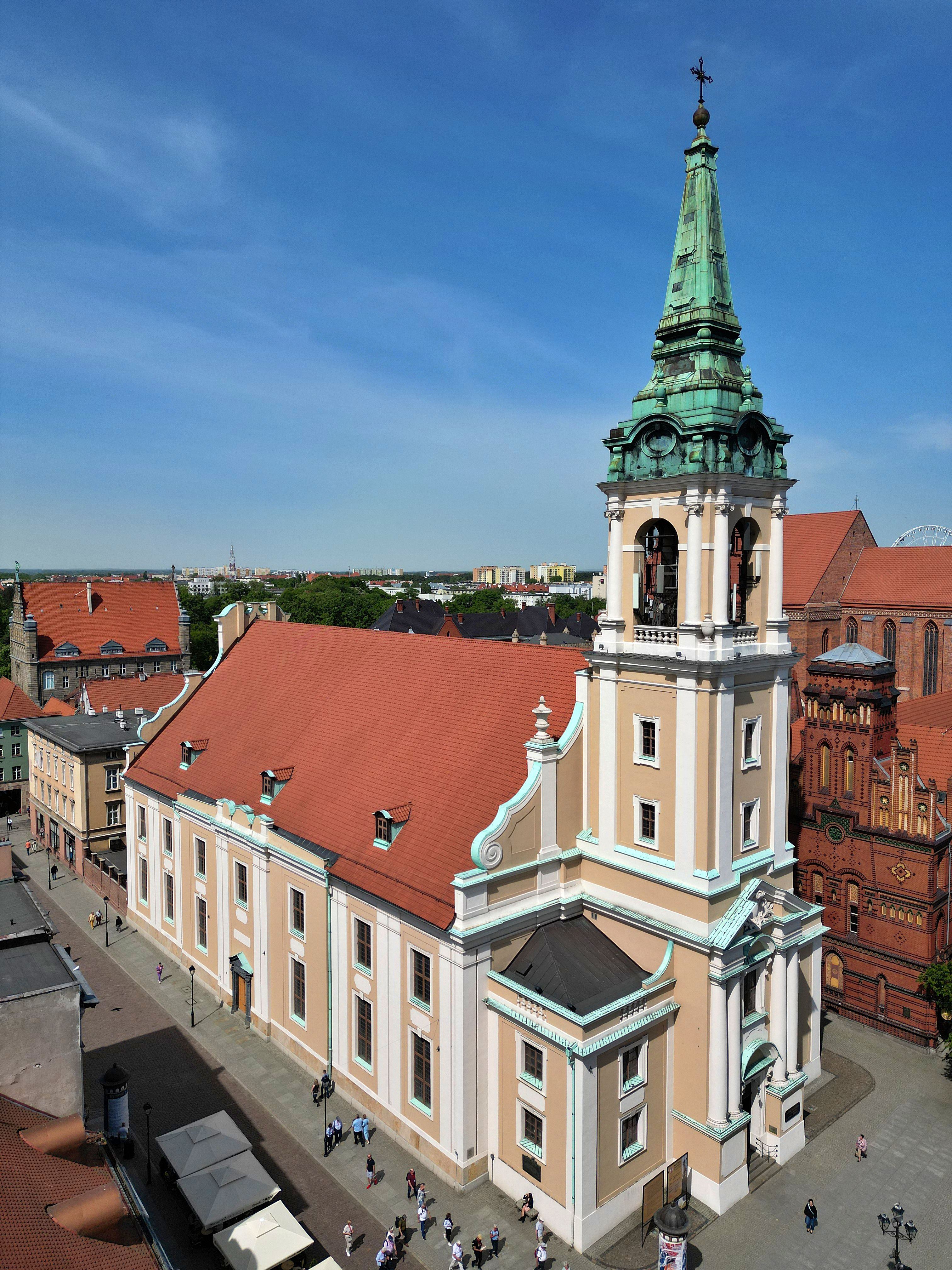
Kościół św. Ducha

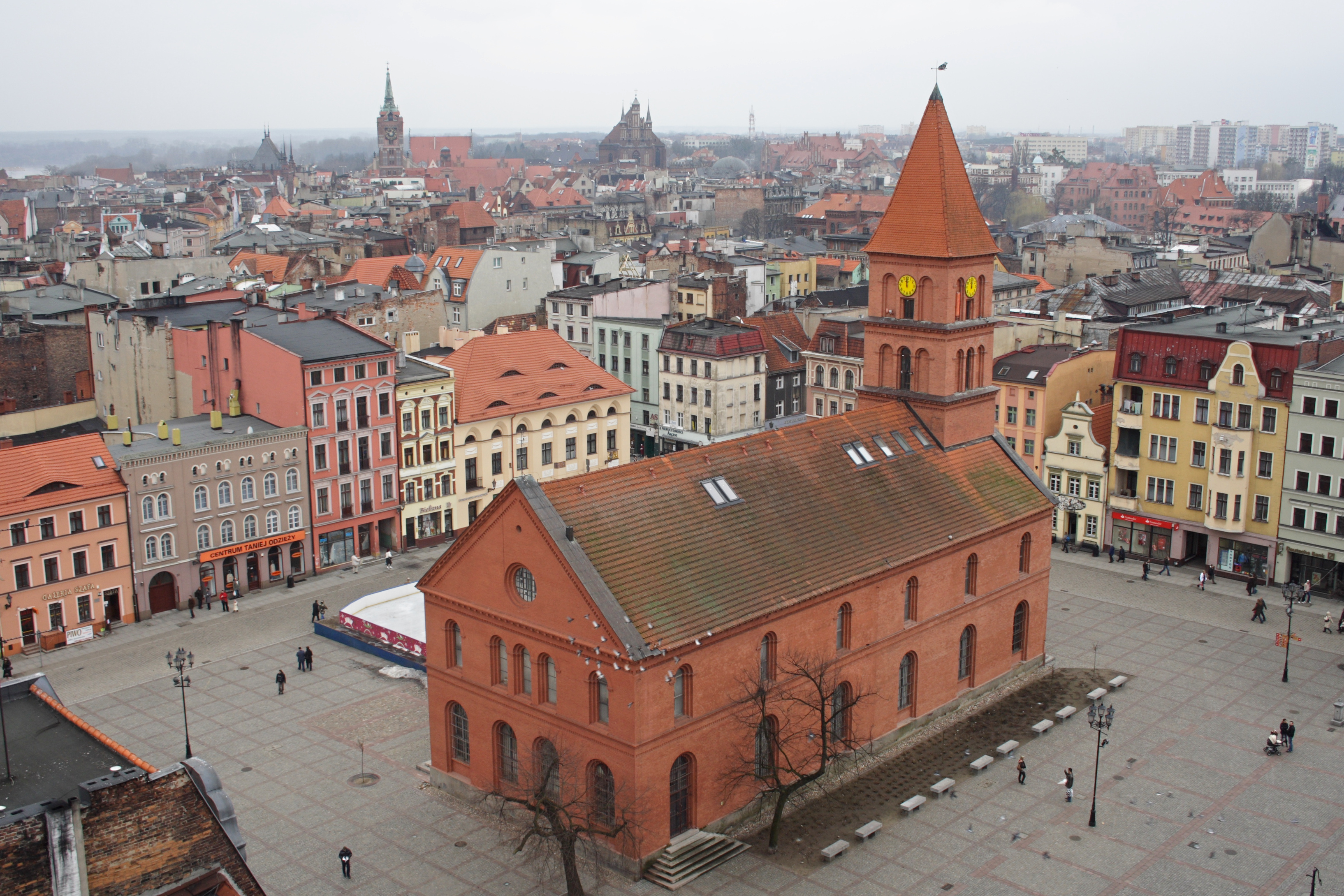
Kościół św. Trójcy

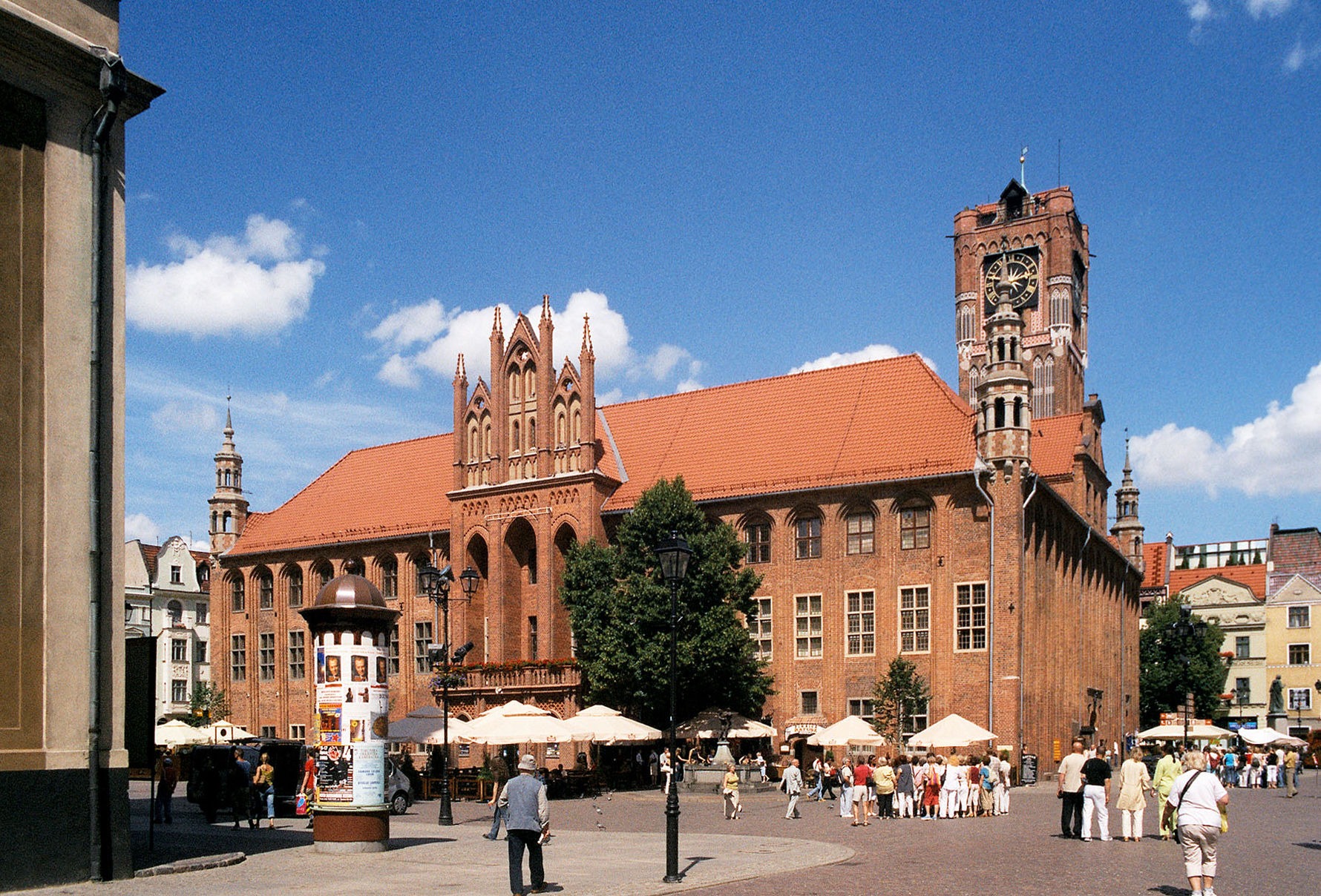
Ratusz Staromiejski

- Bazylika katedralna św. Jana Chrzciciela i św. Jana Ewangelisty przy ul. Żeglarskiej[1]
- Kościół Wniebowzięcia Najświętszej Marii Panny przy ul. Panny Marii[1]
- Mur klasztorny z połowy XIV i XV wieku wraz z krużgankiem z kryptami grobowymi z połowy XVII wieku przy ul. Panny Marii[6]
- Kościół św. Jakuba[6]
- Cmentarz przykościelny wraz z ossuarium przy murze i murowanym ogrodzeniem[6]
- Kościół św. Ducha na rogu Rynku Staromiejskiego i ul. Różanej[6]
- Elewacje budynku dawnej plebanii staromiejskiej na rogu ul. Piekary i Różanej wraz z murowanym ceglanym ogrodzeniem wzdłuż ulicy Różanej i murowanym, tynkowanym wjazdem z bramą z XIX wieku przy Rynku Staromiejskim[7]
- Kościół św. Trójcy przy Rynku Nowomiejskim[7]
- Ruiny zamku krzyżackiego[8]
- Mury miejskie[8]:
  - Brama Klasztorna
  - Brama Mostowa
  - Brama Żeglarska
  - Baszta Żuraw
  - Krzywa Wieża przy ul. Pod Krzywą Wieżą 1/3
  - Basza Monstrancja przy ul. Podmurnej 16
  - baszta przy ul. Podmurnej 26
  - baszta przy ul. Podmurnej 30
  - Dawna baszta obronna przy ul. Podmurnej 60
  - Baszta Koci Łeb przy ul. Podmurnej 74
- Zespół fortyfikacji Bastionu Menniczego przy ul. Wola Zamkowa i św. Jakuba[9]
- Budynek dawnej piekarni wojskowej przy ul. Dominikańskiej 3[10]
- Budynek dawnego wojskowego magazynu prowiantowego przy ul. Dominikańkiej 7/9[10]
- Ratusz Staromiejski przy Rynku Staromiejskim 1[10]
- addycyjna zabudowa browaru przy rogu ul. Browarnej 1 i Piernikarskiej 10, 12, 14[10]
- fasada domu przy ul. Browarnej 3[10]
- fasada domu przy ul. Browarnej 5[10]
- fasada i frontowa połać dachu kamienicy przy ul. Browarnej 8[10]
- spichlerz przy ul. Browarnej 10[10]
- kamienica przy ul. Chełmińskiej 5[11]
- kamienica z oficyną przy ul. Chełmińskiej 7[11]
- fasada domu przy ul. Chełmińskiej 14[11]
- kamienica z oficyną boczą, oficyną tylną i działką nr 128 przy rogu ul. Chełmińskiej 20 i Podmurnej 99[11]
- kamienica przy ul. Chełmińskiej 24[11]
- kamienica przy ul. Chełmińskiej 28[11]
- spichrze przy ul. Ciasnej 4, 6 i 8[11]
- budynek mieszkalny przy ul. Ciasnej 7[11]
- budynek Starostwa Krajowego Pomorskiego i Komunalnej Kasy Oszczędnościowej przy ul. Fosa Staromiejskiej 1a[12]
- budynek Collegium Maius Uniwersytetu Mikołaja Kopernika w Toruniu wraz z ogrodzeniem murowanym z kratownicą i działką nr 61/2 przy ul. Fosa Staromiejska 3[12]
- budynek Sądu Okręgowego przy ul. Fosa Staromiejska 10a[12]
- kamienica z działką przy ul. Franciszkańskiej 9[12]
- piwnice pod budynkiem frontowym i oficyną wschodnią i elewacja frontowa kamienicy przy ul. Franciszkańskiej 10[12]
- spichlerz przy ul. Franciszkańskiej 11[12]
- kamienica mieszczańska przy ul. Franciszkańskiej 12[12]
- pozostałości po zespole Gazowni przy ul. Franciszkańskiej 15-19[12]
- bryła i elewacja kamienicy przy rogu ul. Franciszkańskiej 20 i Fosy Staromiejskiej 18[12]
- budynek mieszkalny przy ul. Kopernika 6[13]
- dom przy ul. Kopernika 10[13]
- mur graniczny przy ul. Kopernika 13[13]
- dom przy ul. Kopernika 15[13]
- dom przy ul. Kopernika 17[13]
- kamienica przy ul. Kopernika 19[13]
- budynek przy ul. Kopernika 21[13]
- kamienica przy ul. Kopernika 38[13]
- Apteka Pod Złotym Lwem na rogu ul. Królowej Jadwigi 1 i Rynku Nowomiejskiego 13[13]
- fasada domu przy ul. Królowej Jadwigi 3[13]
- kamienica z oficyną i działkami przy ul. Królowej Jadwigi 9[14]
- kamienica przy ul. Królowej Jadwigi 11[14]
- dom przy ul. Łaziennej 3[14]
- dom z renesansową oficyną boczną i średniowieczną parcelą przy ul. Łaziennej 4[14]
- dom przy ul. Łaziennej 5[14]
- dom przy ul. Łaziennej 6[14]
- kamienica z oficyną i działką przy ul. Łaziennej 8[14]
- fasada domu przy ul. Łaziennej 10[14]
- dawne kolegium jezuickie przy ul. Łaziennej 11[14]
- kamienica z oficynami na rogu ul. Łaziennej 13 i Kopernika 2[14]

- Dom Eskenów przy ul. Łaziennej 16[14]

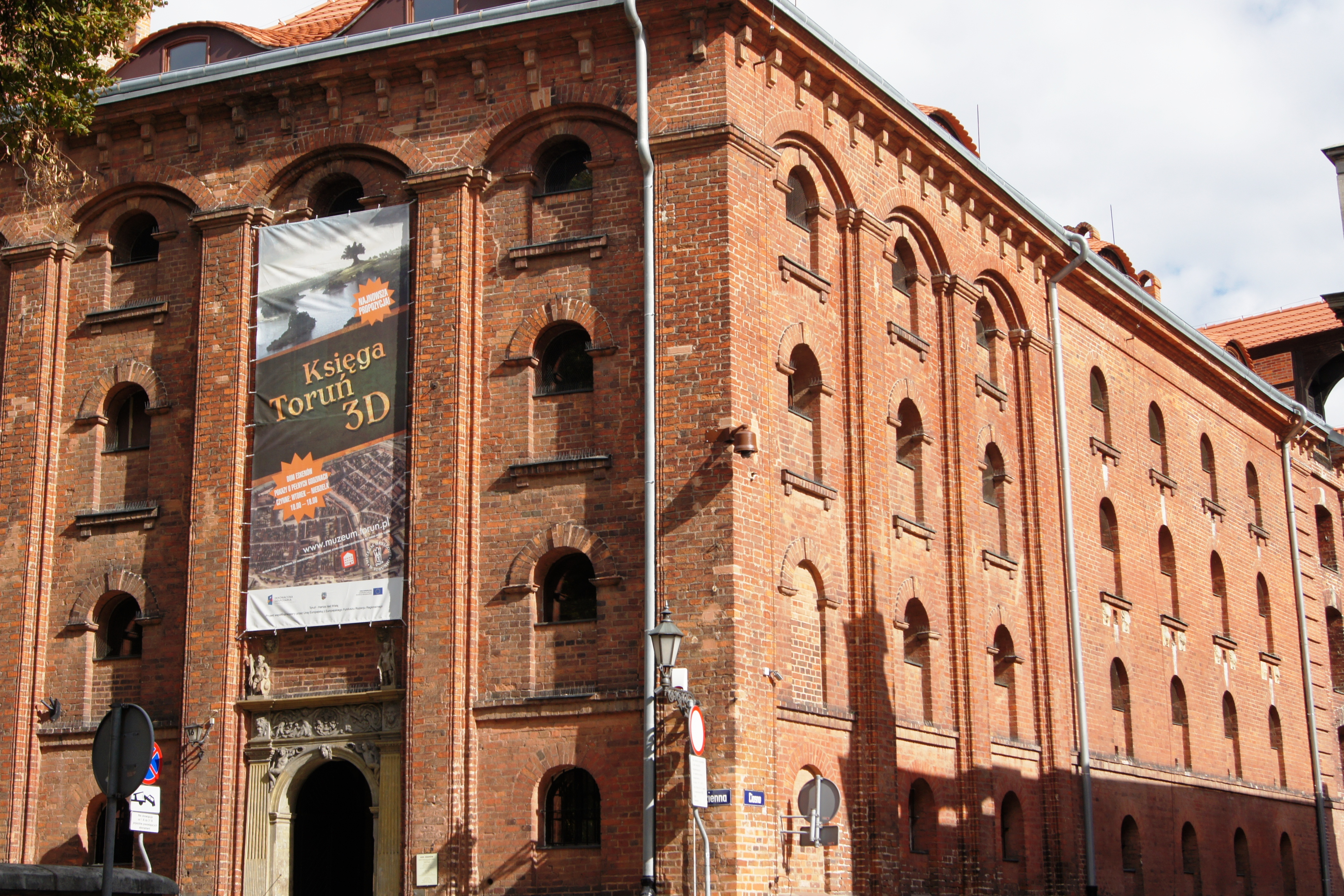
Dom Eskenów

- siedziba Kurii Diecezjalnej Toruńskiej przy ul. Łaziennej 18[14]
- kamienica z oficyną przy ul. Łaziennej 22[14]
- kamienica wraz z działką przy ul. Łaziennej 24[14]
- fasada domu przy ul. Łaziennej 26[14]
- kamienica przy ul. Łaziennej 28[15]
- kamienica z oficyną przy ul. Łaziennej 30[15]
- kamienica wraz z działką przy ul. Małe Garbary 7[15]
- dom mieszkalny przy ul. Małe Garbary 9[15]

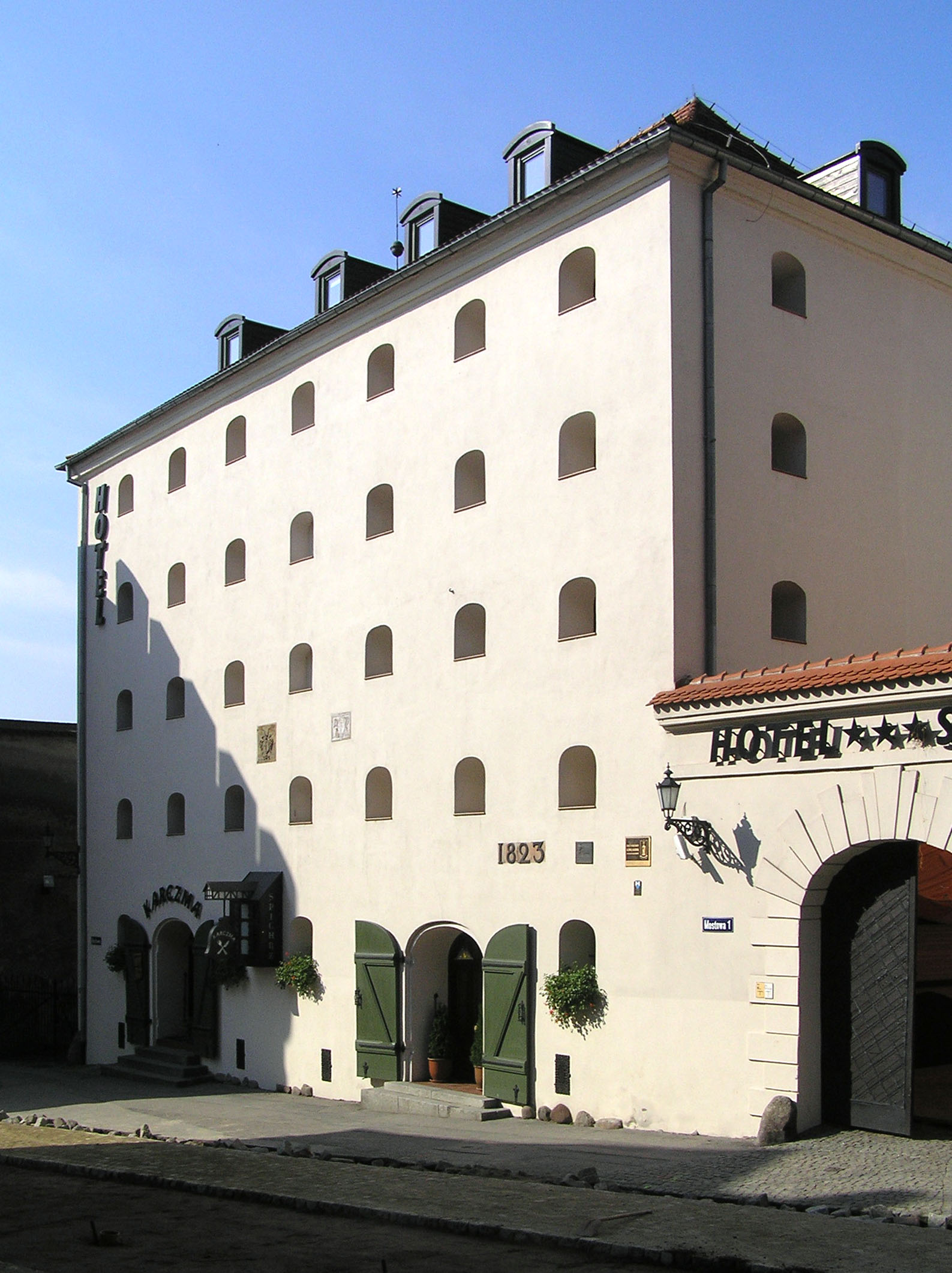
Spichrz Szwedzki

- Spichrz Szwedzki przy ul. Mostowej 1[16]
- spichlerz z działką przy ul. Mostowej 2[16]
- kamienica z działką przy ul. Mostowej 4[16]
- spichrz z oficyną przy ul. Mostowej 6[16]
- budynek przy ul. Mostowej 7[17]
- budynek mieszkalny przy ul. Mostowej 9[17]
- Pałac Fengerów przy ul. Mostowej 14[17]
- budynek hotelu Pod Orłem przy ul. Mostowej 15-17[17]
- kamienica przy ul. Mostowej 22[17]
- kamienica wraz z działką na rogu ul. Mostowej 28 i Podmurnej 27[17]
- kamienica wraz z oficynami bocznymi i działkami przy ul. Mostowej 32[17]
- kamienica przy ul. Mostowej 36[17]
- kamienica z działką przy ul. Mostowej 38[17]
- kamienica narożna z częścią działki na rogu ul. Most Pauliński 1 i Strumykowej 21[17]
- dom przy ul. Most Pauliński 2-10[17]
- fasada plebanii parafii Najświętszej Maryi Panny przy ul. Panny Marii 2[17]
- kamienica przy ul. Panny Marii 9[17]
- kamienice przy ul. Panny Marii 15 i ul. Panny Marii 17 i Piekary 30, wraz z częścią działek[17]
- budynek mieszkalny przy ul. Piekary 1/3[17]
- dawny spichrz przy ul. Piekary 4[18]
- budynek przy ul. Piekary 5[18]
- kamienica przy ul. Piekary 7[18]
- kamienica przy ul. Piekary 8[18]
- fasada domu gotyckiego przy ul. Piekary 9[18]
- kamienica z działką przy ul. Piekary 20[18]
- kamienica z działką przy ul. Piekary 23[18]
- fasada domu przy ul. Piekary 25[18]
- fasada kamienicy przy ul. Piekary 33[18]
- kamienice przy ul. Piekary 35 i 39 wraz z działkami[18]
- kamienica przy ul. Piekary 37[18]
- dom barokowy przy ul. Piekary 41[18]
- dawna bursa gimnazjum toruńskiego przy ul. Piekary 49[18]
- kamienica narożna z częścią działki na rogu ul. Piernikarskiej 1 i św. Jakuba 9[18]
- dom gotycki przy ul. Podmurnej 1[18]
- budynek przy ul. Podmurnej 2[18]
- spichrz przy ul. Podmurnej 3[18]
- Dwór Mieszczański przy ul. Podmurnej 4[18]
- spichrz przy ul. Podmurnej 5[19]
- dom mieszkalny przy ul. Podmurnej 7[19]
- budynek przy ul. Podmurnej 10/12[19]
- spichrz przy ul. Podmurnej 11[19]
- spichrz przy ul. Podmurnej 13[19]
- kamienice przy ul. Podmurnej 56/58[19]
- budynek mieszkalny przy ul. Prostej 10[19]
- dom wraz z częścią działki przy ul. Prostej 22a[19]
- budynek główny dawnej Miejskiej Straży Ogniowej przy ul. Prostej 32[20]
- Generałówka przy ul. Przedzamcze 3[20]
- stary młyn przy zamku krzyżackiej przy ul. Przedzamcze 6a[20]
- dawny młyn garbarski przy ul. Przedzamcze 6b[20]
- Dom Bractwa Strzeleckiego przy ul. Przedzamcze 13-15[20]
- fasada i frontowa połać dachu przy ul. Przedzamcze 18[20]
- fasada spichrza przy ul. Rabiańskiej 3[20]
- kamienica przy ul. Rabiańskiej 6[20]
- kamienica przy ul. Rabiańskiej 8[20]
- spichlerz z częścią działki przy ul. Rabiańskiej 9[20]
- kamienica z działką przy ul. Rabiańskiej 11[20]
- spichlerz z działką przy ul. Rabiańskiej 19[20]
- spichlerz przy ul. Rabiańskiej 21 i 21a[20]
- spichlerz przy ul. Rabiańskiej 22a[20]
- spichlerz przy rogu ul. Rabiańskiej 23 i Piekary 2[20]
- kamienica przy ul. Różanej 5[20]
- kamienica narożna z działką na rogu Rynku Nowomiejskiego 1 i ul. Świętego Jakuba 21[21]
- kamienica z działką przy Rynku Nowomiejskim 3[21]
- dom przy Rynku Nowomiejskim 5[21]
- fasada plebanii przy Rynku Nowomiejskim 6[21]

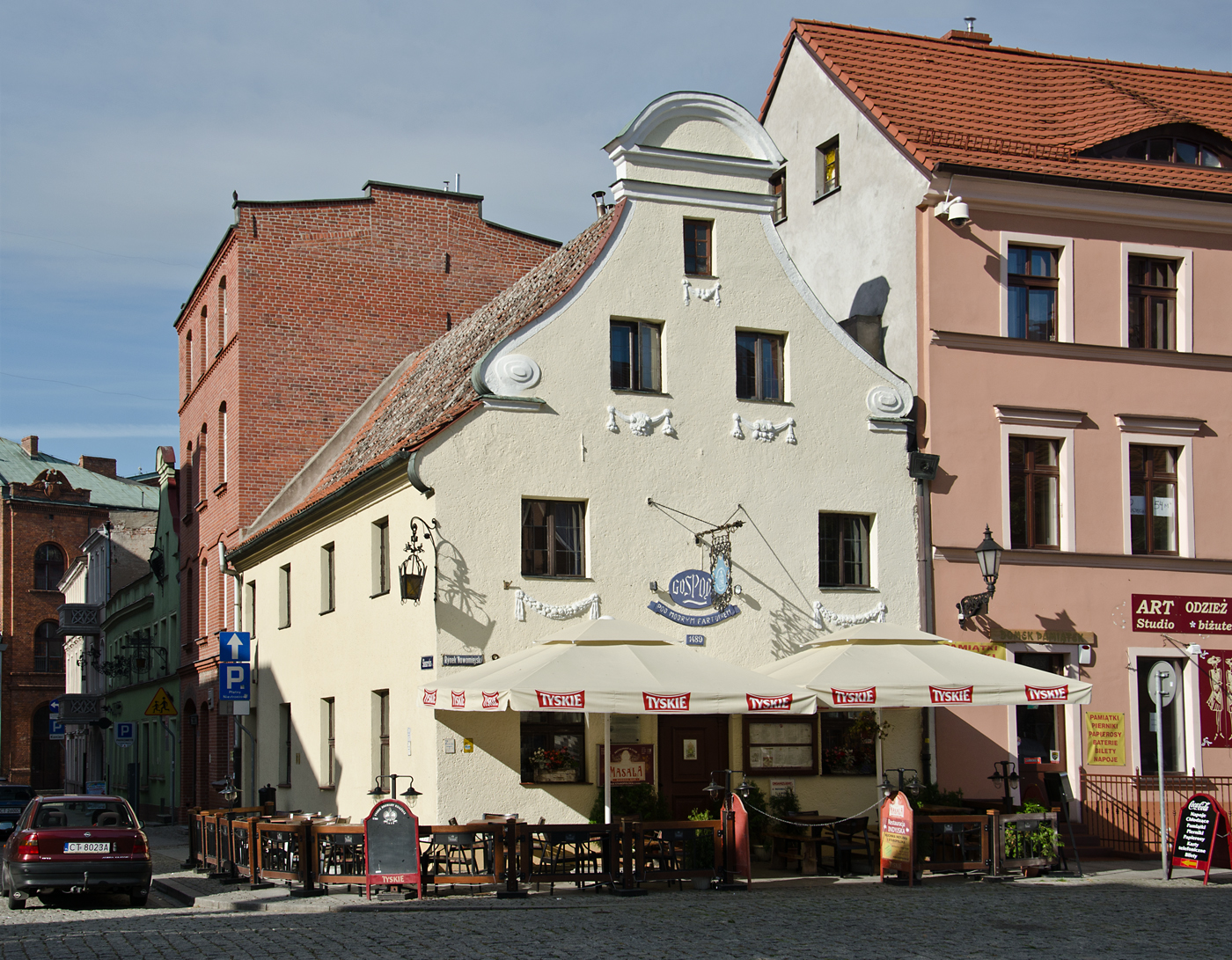
Gospoda Pod Modrym Fartuchem

- Gospoda Pod Modrym Fartuchem przy Rynku Nowomiejskim 8[21]
- dom przy Rynku Nowomiejskim 17[21]
- kamienica z oficyną oraz bryły i ceglane elewacje budynków gospodarczych przy Rynku Nowomiejskim 25[21]
- kamienica naroża na rogu Rynku Nowomiejskim 27 i ul. Szpitalnej 10[21]
- dom przy Rynku Staromiejskim 4[21]

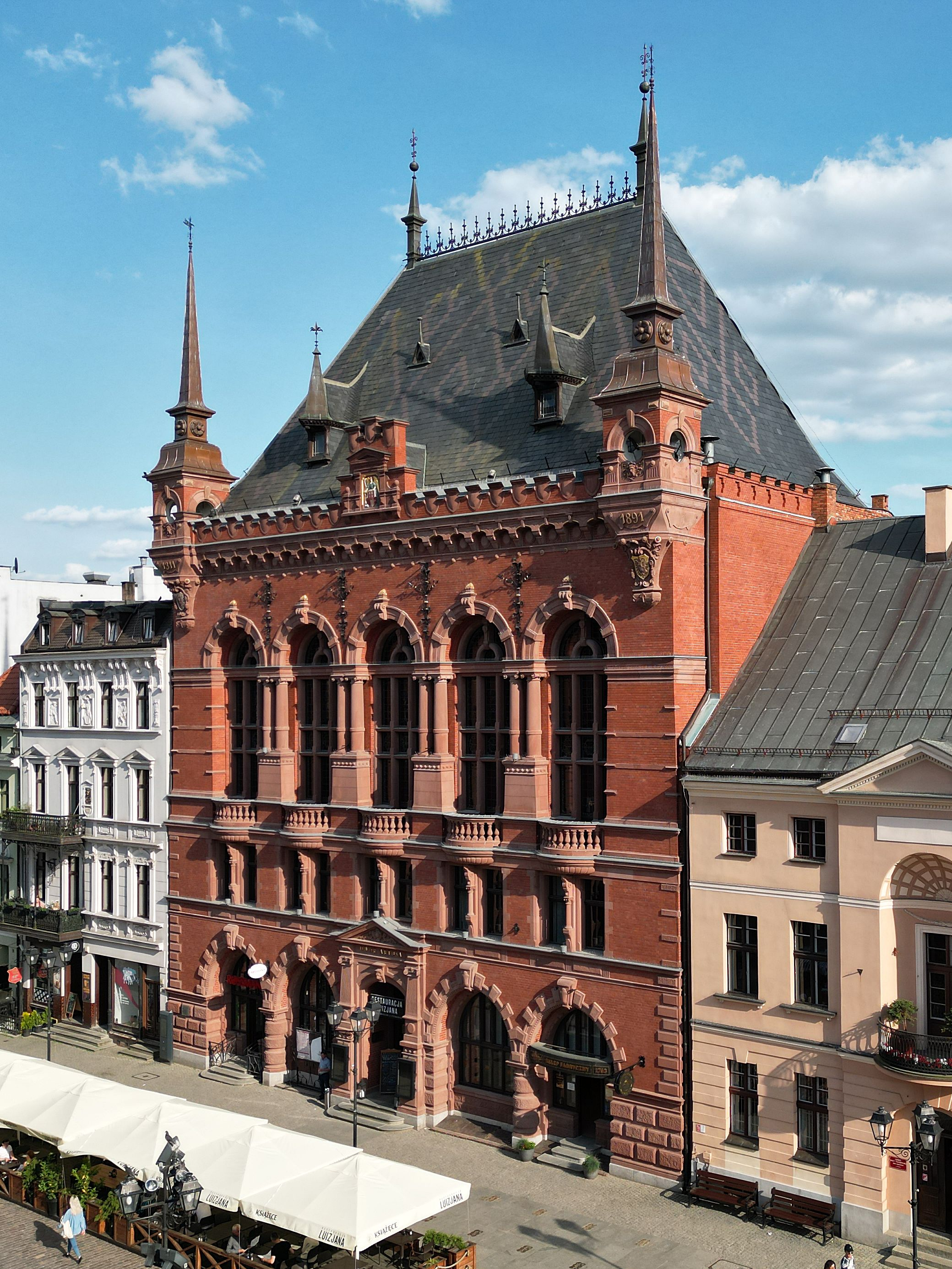
Dwór Artusa

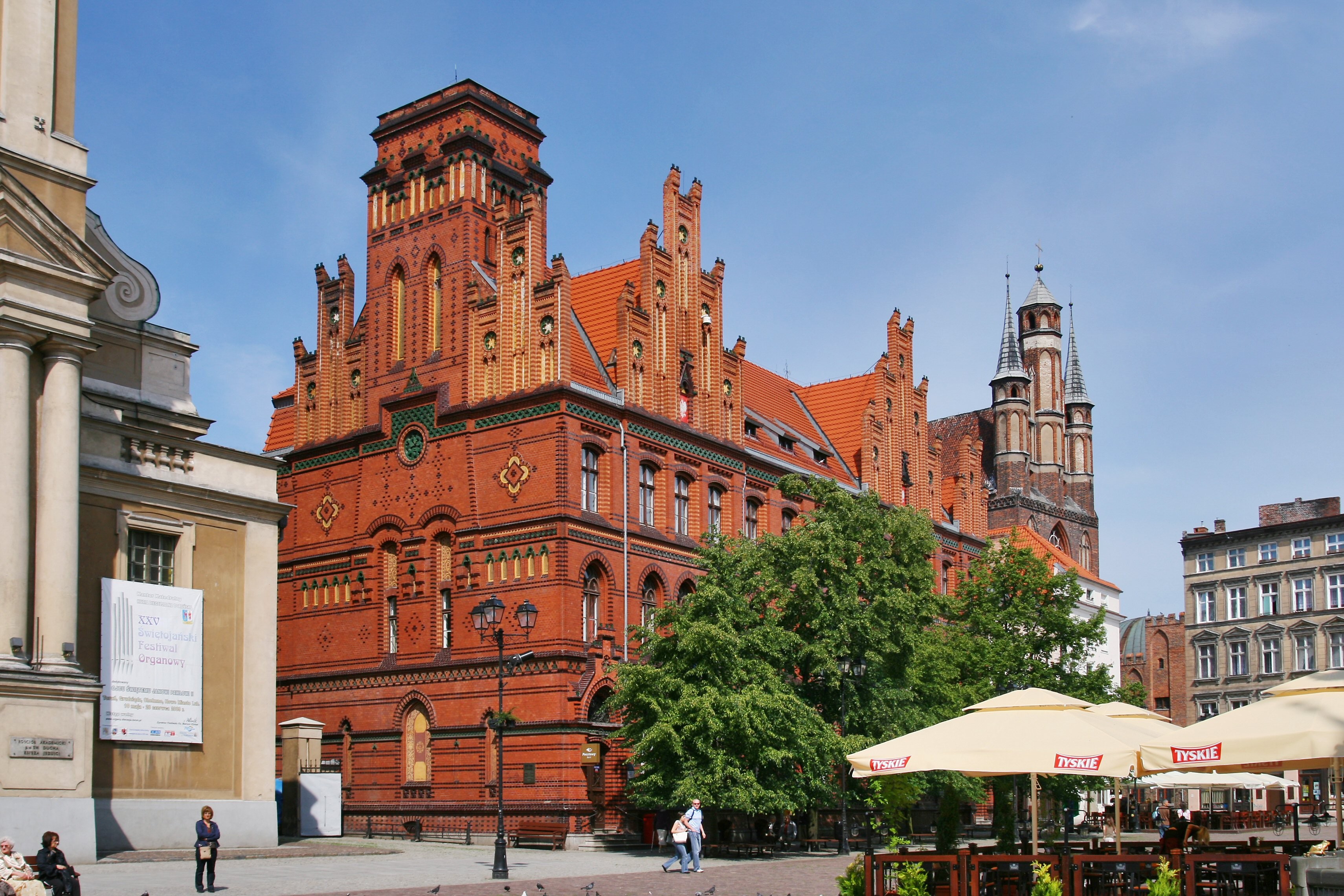
Poczta Główna

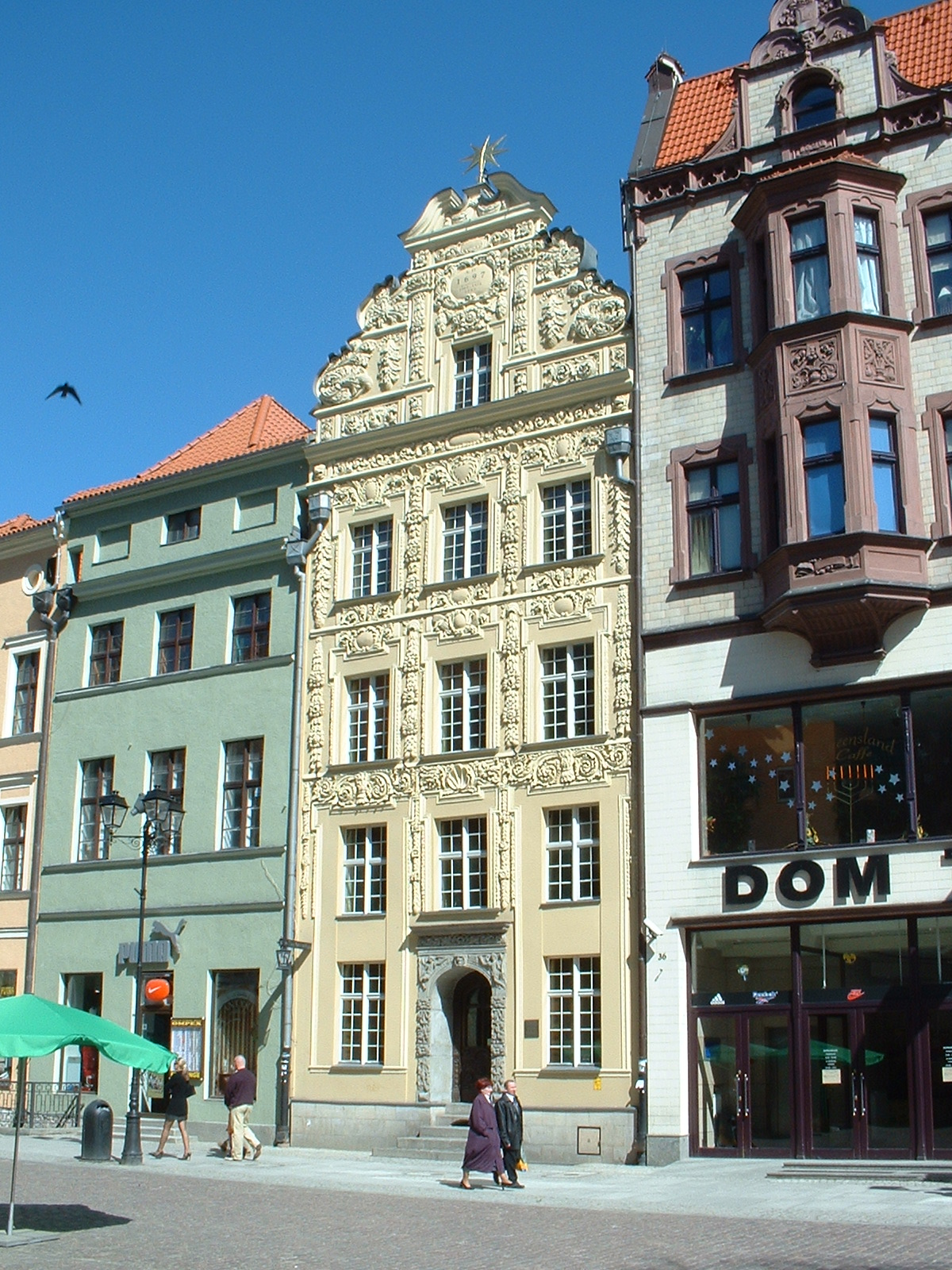
Kamienica pod Gwiazdą

- Dwór Artusa przy Rynku Staromiejskim 6[21]
- Pałac Meissnera przy Rynku Staromiejskim 7[21]
- dom przy Rynku Staromiejskim 9[22]
- Zespół Poczty Głównej oraz Urzędu Telekomunikacyjnego przy Rynku Staromiejskim 15 wraz z budynkiem gospodarczym i działką przy ul. Piekary 26[22]
- dom przy Rynku Staromiejskim 17[22]
- elewacja frontowa z XIX wieku oraz klatka schodowa wraz z wyposażeniem w kamienicy przy Rynku Staromiejskim 18[22]
- kamienica z działką przy Rynku Staromiejskim 19[22]
- kamienica przy Rynku Staromiejskim 20[22]
- elewacja frontowa kamienicy piętrowej przy Rynku Staromiejskim 23[22]
- fasada domu przy Rynku Staromiejskim 29[22]
- fasada domu przy Rynku Staromiejskim 31[22]
- kamienica z działką przy Rynku Staromiejskim 33[22]
- kamienica z działką przy Rynku Staromiejskim 34[22]
- kamienica pod Gwiazdą przy Rynku Staromiejskim 35[22]
- budynek mieszkalny przy Rynku Staromiejskim 39[22]
- kamienica z XIX wieku przy ul. Strumykowej 19[23]
- dom przy ul. Sukienniczej 20[23]
- kamienica przy ul. Sukienniczej 26[23]
- kamienica przy ul. Szczytnej 2[23]
- kamienica przy ul. Szczytnej 11[23]
- kamienica przy ul. Szczytnej 13[23]
- kamienica z oficyną przy ul. Szczytnej 14[23]
- kamienica z fragmentami malowideł ściennych przy ul. Szczytnej 15[23]
- budynek przy ul. Szczytnej 17[23]
- dom przy ul. Szerokiej 9[23]
- kamienice przy ul. Szerokiej 10 i 12 wraz z działkami[23]

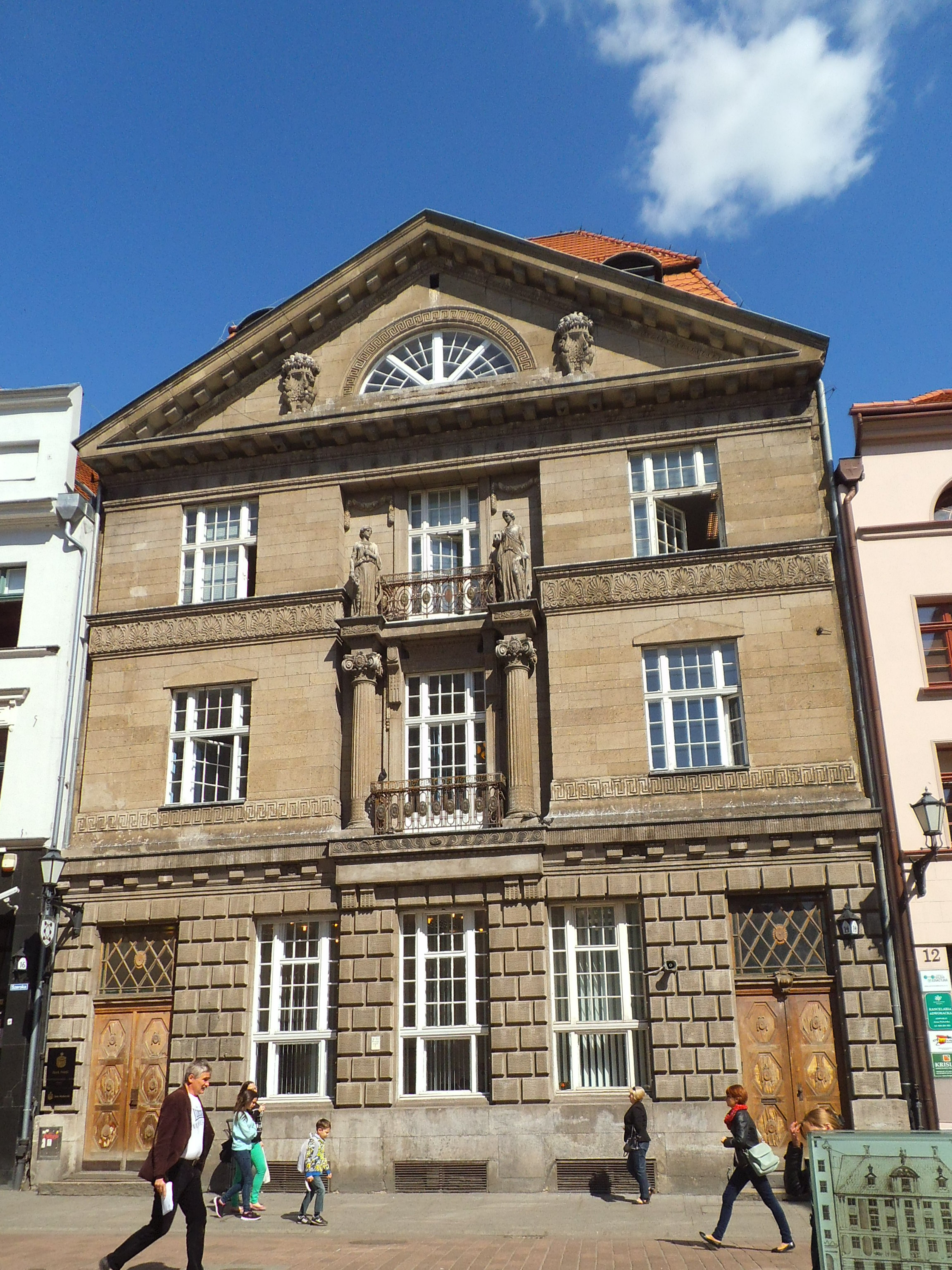
Budynek dawnego Północnoniemieckiego Banku Kredytowego Filia Toruń

- budynek dawnego Północnoniemieckiego Banku Kredytowego Filia Toruń przy ul. Szerokiej 14[23]
- kamienica przy ul. Szerokiej 16[24]
- kamienica z oficyną boczną i oficyną tylną na rogu ul. Szerokiej 18 i Podmurnej 55[24]
- kamienica z oficyną przy ul. Szerokiej 25[24]
- kamienica z oficyną na rogu ul. Szerokiej 26-28 i Szczytnej 2[24]
- dom mieszkalno-handlowy na rogu ul. Szerokiej 29 i Łaziennej 19[24]
- dom mieszkalny przy ul. Szerokiej 31[24]
- budynek mieszkalny przy ul. Szerokiej 33[24]
- kamienica przy ul. Szerokiej 34[24]
- kamienica z oficyną i działką przy ul. Szerokiej 37a[24]
- kamienica przy ul. Szerokiej 40[24]
- kamienica przy ul. Szerokiej 42[24]
- budynek przy ul. Szerokiej 46[24]
- kamienica na rogu ul. Szewskiej 1-3 i Podmurnej 77[24]
- kamienica przy ul. Szewskiej 2[24]
- kamienica przy ul. Szewskiej 4[24]
- dom mieszkalny przy ul. Szewskiej 5[25]
- dom przy ul. Szewskiej 7[25]
- dom mieszkalny na rogu ul. Szewskiej 9 i Szczytnej 23[25]
- dom przy ul. Szewskiej 11[25]
- dom przy ul. Szewskiej 13[25]
- dom przy ul. Szewskiej 15[25]
- dom przy ul. Szewskiej 17[25]
- dom przy ul. Szewskiej 19[25]
- dom przy ul. Szewskiej 21[25]
- dom przy ul. Szewskiej 23[25]
- dom przy ul. Szewskiej 25[25]
- dom przy ul. Szewskiej 27[25]
- szpital św. Jakuba przy ul. Szpitalnej 4[25]
- kamienica przy ul. Ślusarskiej 1[25]
- kamienica przy ul. Ślusarskiej 4[26]
- budynek przy ul. św. Ducha 10[26]
- kamienica przy ul. św. Ducha 12[26]
- kamienica przy ul. św. Ducha 21[26]
- budynek przy ul. św. Jakuba 20a[26]
- dom przy ul. św. Jana 3[26]
- trzy domy przy ul. Wielkie Garbary 7[27]
- spichrz przy ul. Wielkie Garbary 10[27]
- kamienica przy ul. Wielkie Gabrary 15[27]
- kamienica przy ul. Wielkie Garbary 18[27]
- kamienica przy ul. Wielkie Garbary 21[27]
- zespół zabudowy siedziby Królewskiej Fortyfikacji w Toruniu na rogu ul. Wola Zamkowa 19 i pl. Świętej Katarzyny 1[27]
- budynek mieszkalny przy ul. Wysokiej 15[27]
- budynek Towarzystwa Naukowego w Toruniu wraz z działką przy ul. Wysokiej 16[27]
- zespół budynków szpitala wojskowego na rogu ul. Zaszpitalnej 2-4 i ul. Dąbrowskiego 1[27]
- kamienica przy ul. Żeglarskiej 5[28]
- budynek przy ul. Żeglarskiej 6[28]
- kamienica przy ul. Żeglarskiej 7[28]
- Pałac biskupa Dąbskiego przy ul. Żeglarskiej 8[28]
- kamienica z oficyną i działką przy ul. Żeglarskiej 9[28]
- dom przy ul. Żeglarskiej 10[28]
- kamienica wraz z działką przy ul. Żeglarskiej 11[28]
- kamienica przy ul. Żeglarskiej 13[28]
- kamienica przy ul. Żeglarskiej 15[28]
- dom przy ul. Żeglarskiej 16[28]
- kamienica z oficynami przy ul. Żeglarskiej 22[28]

## Numizmatyka
W 2007 roku Narodowy Bank Polski wprowadził do obiegu monety upamiętniające miasto średniowieczne w Toruniu o nominałach: 20 zł, wykonaną ze srebra (w nakładzie 56 000 sztuk) oraz 2 zł, ze stopu Nordic Gold (w nakładzie 990 000 sztuk).